# NGC 4624
NGC 4624 (NGC 4664, NGC 4665) je prečkasta spiralna galaktika u zviježđu Djevici. Naknadno je utvrđeno da su NGC 4664 i NGC 4665 iste galaktike.

## Vanjske poveznice
- (engl.) SEDS: NGC 4624
- (engl.) Revidirani Novi opći katalog
- (engl.) Izvangalaktička baza podataka NASA-e i IPAC-a
- (engl.) Astronomska baza podataka SIMBAD
- (engl.) VizieR